# 213-я стрелковая дивизия
213-я стрелковая дивизия — оперативное войсковое объединение в составе ВС СССР. Полное название 213-я Новоукраинская стрелковая дивизия.

Периоды вхождения в состав Действующей армии :
- с 16.03.1943 по 05.09.1944
- с 30.10.1944 по 11.05.1945.

## История
Дивизия формировалась под руководством комбрига В. П. Фёдорова с октября по декабрь 1941 года в городе Каттакурган Узбекской ССР с призывного контингента Узбекского республиканского военного комиссариата. До 20 февраля 1943 года находилась в составе Среднеазиатского военного округа (САВО), где была расквартирована сначала в Каттакургане, а затем на участке границы с Афганистаном между городами Керки и Термез. С момента формирования и до февраля 1943 года дивизия вела активную подготовку и отправила на фронт маршевыми ротами более 20 000 солдат и офицеров.

## Состав
- 585-й стрелковый полк,
- 702-й стрелковый полк,
- 793-й стрелковый полк
- 671 артиллерийский полк,
- 453 отдельный истребительно-противотанковый дивизион,
- 301 отдельная разведывательная рота,
- 387 отдельный сапёрный батальон,
- 612 отдельный батальон связи (599 отдельный батальон связи, 180 отдельная рота связи),
- 373 медико-санитарный батальон,
- 199 (112) отдельная рота химзащиты,
- 519 автотранспортная рота,
- 361 полевая хлебопекарня,
- 838 дивизионный ветеринарный лазарет,
- 1492 полевая почтовая станция,
- 926 полевая касса Госбанка.[1]

## Командование дивизии

### Командиры
- Фёдоров, Василий Петрович (с ??.10.1941 по ??.01.1942), комбриг;
- Шевченко, Пётр Семёнович (с 30.03.1942 по 27.06.1943), генерал-майор[2];
- Буслаев Иван Ефимович (с 01.06.1943 по 11.05.1945), полковник, 25.10.1943 генерал-майор[3].

### Заместители командира
- Корсунь Матвей Михайлович (19.02.1942 по 01.06.1942), майор, подполковник
- Живалёв Пётр Кириллович (лето 1944 по 01.12.1944), полковник

## Подчинение
| Период подчинения       | Наименование                       |
| ----------------------- | ---------------------------------- |
| 16.03.1943 — 21.03.1943 | Воронежский фронт                  |
| 21.03.1943 — 22.04.1943 | 64-я армия                         |
| 24.04.1943 — 17.05.1943 | 25-й гвардейский стрелковый корпус |
| 17.05.1943 — 05.07.1943 | 7-я гвардейская армия              |
| 05.07.1943 — 22.09.1943 | 24-й гвардейский стрелковый корпус |
| 22.09.1943 — 30.10.1943 | 49-й стрелковый корпус             |
| 30.10.1943 — 07.11.1943 | 68-й стрелковый корпус             |
| 22.11.1943 — 03.12.1943 | 37-я армия                         |
| 03.12.1943 — 14.12.1943 | 2-й Украинский фронт               |
| 14.12.1943 — 03.01.1944 | 48-й стрелковый корпус             |
| 03.01.1944 — 04.01.1944 | 75-й стрелковый корпус             |
| 04.01.1944 — 14.02.1944 | 48-й стрелковый корпус             |
| 14.02.1944 — 21.03.1944 | 5-я гвардейская армия              |
| 21.03.1944 — 06.04.1944 | 53-я армия                         |
| 09.04.1944 — 30.10.1944 | 48-й стрелковый корпус             |
| 18.04.1944 — 06.05.1945 | 73-й стрелковый корпус             |
| 20.10.1944 — 29.12.1944 | 52-я армия                         |
| 29.12.1944 — 18.04.1945 | 48-й стрелковый корпус             |
| 16.05.1945 — 11.05.1945 | 48-й стрелковый корпус             |

## Награды дивизии
29 марта 1944 года — Почётное наименование «Новоукраинская» — присвоено приказом Верховного Главнокомандующего № 072 от 29 марта 1944 года в ознаменование одержанной победы и отличиев боях по освобождению города Новоукраинка.
Награды частей дивизии:
- 702-й стрелковый Одерский[4]полк
- 793-й стрелковый ордена Александра Невского[5] полк
- 671-й артиллерийский ордена Александра Невского[6] полк

## Отличившиеся воины
Герои Советского Союза:
- Баранов, Николай Андреевич, майор, начальник 1-го отделения штаба дивизии.
- Бадьин, Владимир Иванович, старший лейтенант, командир батареи 671-го артиллерийского полка.
- Беляков, Иван Дементьевич, старший лейтенант, командир миномётной роты 793-го стрелкового полка.
- Буслаев, Иван Ефимович, полковник, командир дивизии.
- Вашкевич, Александр Александрович, подполковник, командир 793-го стрелкового полка.
- Галиев, Нургали Мухаметгалиевич, красноармеец, сапёр 387-го отдельного сапёрного батальона.
- Желтов, Аким Венедиктович, красноармеец, сапёр 387-го отдельного сапёрного батальона.
- Зайковский, Николай Васильевич, майор, командир 585-го стрелкового полка.
- Заруднев, Степан Степанович, младший сержант, командир орудия 2-й батареи 671-го артиллерийского полка.
- Любимов, Алексей Ильич, майор, командир 671-го артиллерийского полка.
- Мороз, Аксентий Игнатьевич, сержант, командир отделения миномётной роты 702-го стрелкового полка.
- Никоненко, Яков Тихонович, майор, командир 702-го стрелкового полка.
- Тимощук, Дмитрий Иванович, старшина, командир отделения 1-го телефонно-кабельного взвода 180-й отдельной роты связи.
- Уфимцев Сергей Кириллович, старший сержант, командир отделения 387-го отдельного сапёрного батальона.
- Шередегин, Пётр Васильевич, капитан, заместитель командира 387-го отдельного сапёрного батальона по политической части.
- Щадин, Василий Филиппович, лейтенант, командир роты противотанковых ружей 702-го стрелкового полка.

 Кавалеры ордена Славы трёх степеней.
- Боганов, Борис Петрович, старший сержант, помощник командира взвода 793-го стрелкового полка.
- Сухих, Николай Алексеевич, старшина, помощник командира взвода 301-й отдельной разведывательной роты

## Боевой путь
20 февраля 1943 года дивизия начала переброску своих подразделений на фронт, прибыв в полном составе 19 апреля 1943 года на станцию Валуйки, где вошла в состав 64-й армии Воронежского фронта и заняла оборонительный рубеж по восточному берегу реки Северский Донец на участке Михайловка — Нижний Ольшанец. На этих позициях дивизия находилась до 17 мая 1943 года.
18 мая 1943 года 213-я стрелковая дивизия была отведена в резерв 7-й гвардейской армии. Находясь в армейском резерве до 5 мая 1943 года дивизия приводила свои подразделения в порядок, вела боевую подготовку и готовила второй оборонительный рубеж на участке Чураево — Поляна — Шебекино — Лозовое — Нежеголь.
5 мая дивизия перешла в подчинение 24-го гвардейского стрелкового корпуса и получила боевую задачу ликвидировать части немецко-фашистских войск, прорвавших фронт 72-й гвардейской стрелковой дивизии и восстановить положение на участке Нижний Ольшанец — Нежеголь. На исходе 5 мая дивизия была атакована частями 320-й пехотной дивизии противника. В ходе упорных сдерживающих оборонительных боёв противник был остановлен на рубеже Маслова-Пристань — станция Карьерная, и понёс большие потери. Перейдя от обороны в контрнаступление, 213-я стрелковая дивизия к 22 июля 1943 года восстановила положение, занимаемое 72-й гвардейской стрелковой дивизией до июльского наступления немецких частей.
29 июля 1943 года дивизия отдельными усиленными отрядами начала форсирование реки Северский Донец в районе села Карноуховка, захватила плацдарм на западном берегу и до 7 августа двумя полками вела тяжёлые бои за его расширение в районе реки Топлинка и Пуляевка.
8 августа 1943 года дивизия сломила сопротивление противника на правом берегу Северского Донца и, действуя на правом фланге Харьковской группировки, преследуя отступающие немецко-фашистские части, к 7 сентября овладела пригородом города Харьков. Затем, с боями форсировала реки Уды и Мжа, находящиеся южнее Харькова.
8 сентября 1943 года дивизия в составе 24-го гвардейского стрелкового корпуса была переброшена в район Шурино. Оттуда, сбивая арьергардные группы пехоты и танков противника с промежуточных рубежей, к 18 сентября подошла к реке Берестовая, форсировала её и, во взаимодействии с другими частями, овладела городом Красноградом.
25 сентября 1943 года части дивизии, продолжая наступление в юго-западном направлении, с боями вышли левый берег реки Днепр.
С 26 сентября по 27 сентября 1943 года части 213-й стрелковой дивизии на подручных переправочных средствах форсировали Днепр. А затем, до 30 сентября, вели тяжёлые упорные бои за расширение плацдарма на правом фланге 7-й гвардейской армии. За успешное форсирование Днепра и расширение плацдарма указом Верховного Совета СССР 16 офицерам, сержантам и бойцам 213-й стрелковой дивизии были присвоены звания Героя Советского Союза.
С 11 ноября по 22 ноября 1943 года дивизия вела оборонительные бои с противником в районе села Недайвода к северо-востоку от Кривого Рога.
С 22 ноября по 14 декабря 1943 года 213-я стрелковая дивизия находилась во фронтовом резерве. В это время она получила пополнение из 3600 человек. После чего дивизия была вновь брошена в бой под Елизаветградкой. Там дивизия сдерживала части перешедшего в контрнаступление противника.
С 5 января по 20 января 1944 года дивизия, в составе 53-й армии, вела наступательные бои к северо-западу от Кировограда.
До 8 марта 1944 года дивизия обороняла рубеж северо-восточнее села Панчево. Активными действиями разведывательных отрядов и другими имитирующими способами демонстрировала подготовку наступления на этом участке.
8 марта 1944 года, преследуя отступающего противника, части дивизии вышли на восточный берег реки Синюха и форсировали её в районе Добрянки. Продолжая наступление, дивизия выбила вражеские части из Юзефполя и Берёзовой Балки. При этом в плен было захвачено свыше 200 солдат и офицеров противника.
15 марта 1944 года, в ходе продолжающего наступления, части дивизии вступили в бои за станцию Помошная и город Новоукраинку. Решающую роль в овладении этими населёнными пунктами сыграли артиллерийские подразделения 213-й стрелковой дивизии. Противник был сначала выбит из станции Помошная, а затем и из Новоукраинки. За эту успешно проведённую операцию дивизия получила наименование «Новоукраинская».
К 23 марта 1944 года дивизия с рубежа у реки Савранка совершила маршами 150-километровый переход по бездорожью, сбила арьергардные части противника и, преследуя его в юго-западном направлении, вышла всеми частями на восточный берег реки Днестр. За время боевых действий дивизия потеряла почти весь личный состав стрелковых подразделений.
Во второй половине апреля 1944 года дивизия форсировала Прут, перешла границу с Румынией, и заняла оборону по правому берегу реки, обеспечивая плацдарм для дальнейших наступательных действий советских войск.
30 августа 1944 года, после боёв в Румынии в ходе Ясско-Кишинёвской операции, дивизия вышла в резерв Ставки Верховного Главного Командования и была передислоцирована район Радовиче на Западной Украине.
с 25 сентября по 20 октября 1944 года части дивизии пополнялись личным составом и вооружением, проходили боевое обучение.
20 октября 1944 года дивизия в составе 52-й армии, вошла в состав 1-го Украинского фронта и была переброшена в польский город Ниско.
23 декабря 1944 года дивизия, после двухсуточного марша, сосредоточилась в районе Сандомирского плацдарма, где до 10 января 1945 года проводила боевую и политическую подготовку личного состава. На 1 января 1945 года дивизия насчитывала 7115 человек: офицеров — 824 человека, сержантов — 1985 человек, рядовых — 4366 человек.
| Наименование       | Количество (шт.) |
| ------------------ | ---------------- |
| Пулемёты ручные    | 243              |
| Пулемёты станковые | 81               |
| Пулемёты зенитные  | 18               |
| Миномёты 82 мм     | 54               |
| Миномёты 120 мм    | 18               |
| ПТР                | 146              |
| Гаубицы 122 мм     | 12               |
| Пушки 76 мм. ДА    | 20               |
| Пушки 76 мм. ПА    | 12               |
| СУ-76 мм           | 12               |
| Пушки 45 мм        | 36               |
| Танки (Т-70)       | 1                |
| БТР                | 1                |

с 12 января 1945 года, в ходе начавшегося наступления 1-го Украинского фронта, дивизия с небольшими боями, уничтожая остатки разрозненных воинских подразделений противника, продвигалась во втором эшелоне 52-й армии.
3 февраля 1945 года части дивизии форсировали реку Одер и заняли позиции на Одерском плацдарме севернее города Бреслау.
8 февраля 1945 года дивизия перешла в наступление с занимаемых позиций, прорвала оборону противника и с боями преследовала его отступающие части. В ходе действий дивизии, вражеские подразделения были выбиты из ряда населённых пунктов, среди которых Кребсберг и Лехенборн.
10 февраля 1945 года части дивизии вышли на восточный берег реки Бобер и, начав переправу, одновременно вступили в бои по очищению района от подразделений немецко-фашистских войск. В ходе этих боев был освобождён лагерь военнопленных в Рюкенвальдау.
11 февраля 1945 года части дивизии после ожесточённых боев за расширение плацдарма на правом берегу реки Бобер, овладели городом Штранс и, уничтожая живую силу и бронетехнику противника, продолжили наступление к переправе на восточном берегу реки Квейс.
с 13 февраля по 17 февраля 1945 года части дивизии, захватив мост через реку Квейс, перешли на западный берег, и заняли круговую оборону против контратакующих подразделений 25-й ваффен-гренадерской дивизии СС и 21-й танковой дивизии вермахта. Все атаки противника были отбиты с большими для него потерями: 2649 солдат и офицеров, 16 танков, 32 самоходных орудия.
с 17 февраля по 21 февраля 1945 года дивизия вела упорные бои за населённые пункты Редель, Визау, Камелишь, Бурау. Выбив из них части противника, 213-я Новоукраинская стрелковая дивизия вышла на восточный берег реки Нейсе.
с 21 февраля по 28 февраля 1945 года дивизия занимала оборону по восточному берегу Нейсе на рубеже Биркфере, Прибус, Бухвальде. Попытки переправиться на западный берег успеха не имели.
2 марта 1945 года части дивизии передислоцировались в район Гольдберга, где занялась инженерной подготовкой рубежей и подготовкой личного состава.
15 апреля 1945 года дивизия была переброшена в район Алькорфурта. Указом Президиума Верховного Совета СССР за отличные наступательные действия на реке Одер и расширение плацдарма западнее его 702-му стрелковому полку 213-й Новоукраинской стрелковой дивизии присвоено название «Одерского», а 793 стрелковый полк и 671 артиллерийский полк дивизии награждены орденами Александра Невского.

### Потери 213-й Новоукраинской стрелковой дивизии, в период с 28.09.1943 по 01.05.1945[9]
- Убито — 2581 человек.
- Ранено — 6800 человек.
- Пропало без вести — 982 человека

### Потери, нанесённые противнику 213-й Новоукраинской стрелковой дивизией, в период с 28.09.1943 по 01.05.1945[9]
- Уничтожено солдат и офицеров — 20800 чел..
- Взято в плен — 4500 чел (в том числе командир 30-армейского корпуса генерал-лейтенант Георг Вильгельм Постель).
- Подбито и сожжено танков — 137.
- Подбито и сожжено САУ — 67.
- Подбито и сожжено бронетранспортеров — 88 ед..
- Уничтожено пушек — 74.
- Уничтожено миномётов — 67.
- Уничтожено пулемётов — 194.
- Уничтожено автомашин — 164.
- Уничтожено тягачей — 16.
- Уничтожено винтовок и автоматов — 1855.
- Сбито самолётов — 5.

### Трофеи, захваченные 213-й Новоукраинской стрелковой дивизией, в период с 28.09.1943 по 01.05.1945[9]
- Танки — 1.
- САУ — 1.
- Орудия разных калибров — 1.
- Бронетранспортеры — 4.
- Пулемёты — 215.
- Мотоциклы — 25.
- Миномёты — 43.
- Винтовки и автоматы — 700.
- Тягачи — 10.
- Склады разные — 19.
- Лошади — 655.

### Награды, полученные солдатами и офицерами 213-й Новоукраинской стрелковой дивизии, с 16.03.1943 года по 05.05.1945 года[9]
- Орден Ленина — 22 человека.
- Медаль «Золотая Звезда» — 16 человек.
- Орден «Красное знамя» — 126 человек.
- Орден «Отечественной войны 1-й степени» — 127 человек.
- Орден «Отечественной войны 2-й степени» — 370 человек.
- Орден «Богдана Хмельницкого 2-й степени» — 1 человек.
- Орден «Суворова 2-й степени» — 1 человек.
- Орден «Суворова 3-й степени» — 1 человек.
- Орден «Александра Невского» — 1 человек.
- Орден «Красной звезды» — 1411 человек.
- Орден Славы 1-й степени — 1 человек.
- Орден Славы 2-й степени — 42 человека.
- Орден Славы 3-й степени — 646 человек.
- Медаль «За отвагу» — 2387 человек.
- Медаль «За боевые заслуги» — 2537 человек.

### Солдаты и офицеры, принявшие участие вПараде Победы24 июня 1945 года.
В Параде Победы 24 июня 1945 года приняли участие семеро воинов 213-й Новоукраинской стрелковой дивизии: Герой Советского Союза лейтенант Тимощук; кавалер трёх степеней ордена «Славы» старшина Сухих; кавалеры правительственных наград: Мудриченко, Борисов, Тарасов, Аликов, Маркевич.
6 мая 1977 года в городе Термезе был открыт Музей Боевой Славы 213-й Новоукраинской стрелковой дивизии.